# Hemipyrellia expecta
Hemipyrellia expecta är en tvåvingeart som beskrevs av Paramonov 1961. Hemipyrellia expecta ingår i släktet Hemipyrellia och familjen spyflugor. Inga underarter finns listade i Catalogue of Life.